# El Pino and the Volunteers
El Pino and the Volunteers is een band uit Rotterdam, Zuid-Holland, die in 2001 is opgericht door frontman David Pino. De band grossiert in een mengelmoes van twang, americana, pop en rock.

## Geschiedenis
El Pino and the Volunteers ziet in 2001 als fictief bandje het levenslicht naar aanleiding van het afstudeerproject van David Pino. Aanvankelijk is het slechts een hobby project waarin leden uit diverse Rotterdamse bands meespelen, maar daar komt verandering in wanneer het gezelschap in mei 2005 op het Rotterdamse onafhankelijke platenlabel Stardumb Records de ep Cougar uitbrengt. Het vijftal wordt in januari 2006 uitgenodigd op het Noorderslag festival in Groningen en vervolgens getekend door het Utrechtse onafhankelijke platenlabel Excelsior Recordings. In augustus 2006 volgt het debuut Molten City. Het schijfje is 'New Found Glory' bij Kink FM en '3VOOR12 Album Van De Week' bij 3FM. Op 17 september wordt onder leiding van regisseur Johan Kramer een videoclip opgenomen voor het nummer Moody Street. In september en oktober toert de band door Nederland als support act voor de Noord-Hollandse band Johan. Eind oktober 2006 sleept El Pino and the Volunteers een Essent Award in de wacht. In maart en april 2007 volgt de 'Molten City Tour', een rondgang langs vijf grote Nederlandse zalen ter promotie van hun debuutalbum.  In juli wordt Molten City genomineerd voor een 3VOOR12 Award (beste Nederlandse album van het afgelopen jaar). Dezelfde maand kondigt multi-instrumentalist Harm Goslink Kuiper in het radioprogramma Cantina van Jaap Boots aan dat hij stopt als vast bandlid bij El Pino and the Volunteers om zich meer te kunnen richten op zijn andere activiteiten. Een opvolger wordt vervolgens gevonden in de persoon van toetsenist Job Roggeveen.
Na een roerige periode stort de band zich op het schrijven van nieuw materiaal voor het tweede album, dat The Long-lost Art of Becoming Invisible zal gaan heten. Producer Reyn Ouwehand tekent opnieuw voor de productie. De opnames vinden plaats in het voorjaar en de zomer van 2009 in de studio van Reyn Ouwehand in Katwijk aan Zee. In september 2009 wordt drummer Wouter de Waart aan de kant gezet om later grote successen te boeken met de band Blaudzun. Zijn plaats wordt ingenomen door Jeroen Kleijn. Op het MySpace-profiel van de band wordt de track White on White geüpload. Het tweede album is officieel op 16 november 2009 verschenen en wordt in 2010 gevolgd door een club tour. De eerste single is There's No Cure For Stupidity. Jaap Hermans regisseerde de videoclip bij dit nummer.
Op 12 februari 2016 is het nieuwe album met de titel El Pino and the Volunteers uitgekomen gevolgd door een korte toer langs diverse podia in Nederland.

## Bandleden
- David Pino - zang, gitaar (2001-heden)
- Tjirk Deurloo - gitaar, achtergrondzang (2001-heden)
- Mark van der Waarde - basgitaar, achtergrondzang (2002-heden)
- Job Roggeveen - toetsen (2008-heden)
- Jeroen Kleijn - drums (2009-heden)

### Voormalige bandleden
- Ruud Ros - drums (2001-2003)
- Cary Da Costa - mandoline, melodica, lapsteel) (2002-2005)
- Harm Goslink Kuiper - banjo, mandoline, accordeon, lapsteel (2005-2007)
- Wouter de Waart - drums (2003-2009)

## Discografie

### Albums
| Album met eventuele hitnotering(en) in de Nederlandse Album Top 100 | Datum van verschijnen | Datum van binnenkomst | Hoogste positie | Aantal weken | Opmerkingen |
| ------------------------------------------------------------------- | --------------------- | --------------------- | --------------- | ------------ | ----------- |
| These are not the days                                              | 2001                  | -                     |                 |              | ep          |
| Cougar                                                              | 2005                  | -                     |                 |              | ep          |
| Molten city                                                         | 2006                  | -                     |                 |              |             |
| The long-lost art of becoming invisible                             | 2009                  | 21-11-2009            | 50              | 2            |             |
| Isle of You                                                         | 2010                  | -                     |                 |              | ep          |
| El Pino and the Volunteers                                          | 2016                  | 12-2-2016             |                 |              | ep          |

### Singles
| Single met eventuele hitnotering(en) in de Nederlandse Top 40 | Datum van verschijnen | Datum van binnenkomst | Hoogste positie | Aantal weken | Opmerkingen |
| ------------------------------------------------------------- | --------------------- | --------------------- | --------------- | ------------ | ----------- |
| No one knows a thing these days                               | 2007                  | -                     |                 |              | met Mono    |
| There's no cure for stupidity                                 | 2009                  | -                     |                 |              |             |